# 游朝敏
游朝敏（英語：Kelvin Yu，1979年—）是一名臺灣裔美國男演員和編劇。

## 早期生活和教育
游朝敏出生於加利福尼亞州聖塔安娜，並在洛杉磯長大。父親游銘泉和母親林玲娟均來自臺灣，哥哥游朝凱是一名作家。他畢業於加利福尼亞大學洛杉磯分校戲劇電影與電視學院。

## 職業生涯

### 演藝
游朝敏13歲時開始在劇院表演。他的電視作品包括在、《拉斯維加斯》、《失蹤現場》、《日落大道60號演播室》、和中的客串。
游朝敏出演的第一部電影是2003年的喜劇《The Utopian Society》，後來他在2005年的電影《伊麗莎白小鎮》中未記名出演。第二年，游朝敏在喜劇《賴家宅男》中飾演一個配角。他在《靈感應》中飾演約瑟夫，並在2008年獲得奧斯卡獎的傳記性政治劇中飾演一個配角。
游朝敏曾主演過幾部短片，包括2006年的《My Prince, My Angel》。後來游朝敏與琳達·朴一起出演美國廣播公司的系列劇《灭罪红颜》，並在2007年的短片《Fortune Hunters》中擔任主角。2020年，他在《神力女超人1984》中出演。
游朝敏在Netflix原創劇集《不才專家》中飾演布萊恩·張一角，他是該劇創作者楊維榕的銀幕模擬者，被《禿鷹》雜誌形容為一個「美男子」。
游朝敏為《北方極樂園》中的一個小角色配音。2022年，他在Apple TV+系列的《派對之後》中出演。

### 寫作
游朝敏目前是福斯動畫系列片《開心漢堡店》的編劇和執行製片人，曾六度獲得艾美獎最佳動畫節目的提名，並在2017年獲獎。2016年，他憑藉「The Hauntening」一集贏得安妮獎故事片創作最佳成就。游朝敏也是《中央公園》的顧問製片人，並為該節目寫了幾首歌。
2021年10月，Disney+宣布已開始製作漫畫小說《美生中國人》改編的電視劇。該劇將由第二十電視公司製作，游朝敏和他的哥哥游朝凱擔任編劇和執行製片人，馬文·馬爾（Marvin Mar）和傑克·卡斯丹擔任執行製片人，德斯汀·丹尼爾·克雷頓擔任導演和執行製片人。

## 影視作品

### 電影
| 年份 | 譯名標題       | 原名標題                | 角色 | 備註 |
| ---- | -------------- | ----------------------- | ---- | ---- |
| 2020 | 神力女超人1984 | Wonder Woman 1984       | 傑克 |      |
| TBA  | 熟悉的陌生人   | Somebody I Used to Know |      |      |

### 電視
| 年份     | 譯名標題   | 原名標題        | 角色            | 備註 |
| -------- | ---------- | --------------- | --------------- | ---- |
| 2011     |            | Torchwood       | Nicolas Frumkin |      |
| 2015－17 | 不才專家   | Master of None  | Brian Chang     |      |
| 2020－22 | 中央公園   | Central Park    | Sheng           |      |
| 2021－22 | 北方極樂園 | The Great North | Steven Huang    | 配音 |
| 2022     | 派對之後   | The Afterparty  | Ned             |      |

## 外部連結
- 游朝敏在互联网电影资料库（IMDb）上的資料（英文）